# Inge Nieuwenhuizen
Inge Carolina Johanna Nieuwenhuizen (Voorschoten, 2 mei 1965) is een Nederlandse bestuurder en VVD-politicus. Sinds 16 december 2021 is zij burgemeester van De Wolden.

## Biografie
Inge Nieuwenhuizen studeerde Nieuwgrieks aan de Rijksuniversiteit Groningen. Daarna was ze onder andere werkzaam bij de Nederlands-Portugese Kamer van Koophandel ten tijde van Expo '98 en bekleedde ze diverse managementfuncties in het hoger onderwijs. Zo was zij onder andere directeur van de Nicis Academy bij het Nicis Institute en de Erasmus Academie bij de Erasmus Universiteit Rotterdam. Nieuwenhuizen was vanaf 2010 namens de VVD actief als wethouder, van 2010 tot 2017 in Voorschoten, van 2017 tot 2018 in een zakencollege in IJsselstein en van 2018 tot 2021 in Bodegraven-Reeuwijk.
Zij werd op 30 september 2021 door de gemeenteraad van De Wolden voorgedragen als nieuwe burgemeester. Uiteindelijk werd zij per 16 december van dat jaar benoemd. Op die dag vonden ook de installatie en beëdiging plaats.
Nieuwenhuizen heeft een partner en drie kinderen.